# Пам'ятник Леніну (Первомайськ Миколаївської області)
Па́м'ятник Володи́миру Ле́ніну — колишній пам'ятник у місті Первомайськ Миколаївської області російському революціонерові та радянському політичному діячеві Володимиру Леніну (організатор Жовтневого збройного перевороту восени 1917 р., ініціатор громадянської війни в Росії, засновник і керівник партії більшовиків, один з головних творців СРСР, теоретик і поширювач ідей комунізму).

## Історія
25 січня 1924 року на траурному пленумі Миколаївської міської ради було прийняте рішення про встановлення в місті пам'ятника Володимиру Леніну. Спеціально створена комісія віддала перевагу проектові скульптора Василя Козлова. Постамент для пам'ятника виконав миколаївський митець Олександр Ріттих (основою для нього слугував п'єдестал знищеного більшовиками пам'ятника адміралу Самуїлу Грейгу). Відкриття пам'ятника відбулося 22 січня 1927 року.
У роки німецько-радянської війни пам'ятник було зруйновано німцями, залишився лише постамент. На ньому було встановлено новий пам'ятник роботи скульптора Матвія Манізера.
У 1957 році керівництво Миколаєва передали цей пам'ятник разом з постаментом у дар місту Первомайськ. Його було встановлено в центрі міста, на площі Леніна (нині — площа Тараса Шевченка). Відкриття відбулось 3 листопада 1957 року.
24 лютого 2014 року пам'ятника було демонтовано.

## Параметри
Висота пам'ятника разом з постаментом становила 6 метрів 70 сантиметрів, з них висота бронзової скульптури — 2 метри 40 сантиметрів.